# Naomi Watts

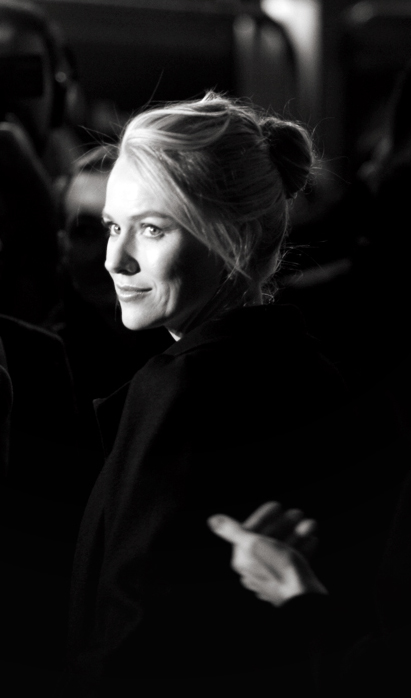
Naomi Watts podczas premiery filmu Wschodnie obietnice (Londyn, 17 października 2007)

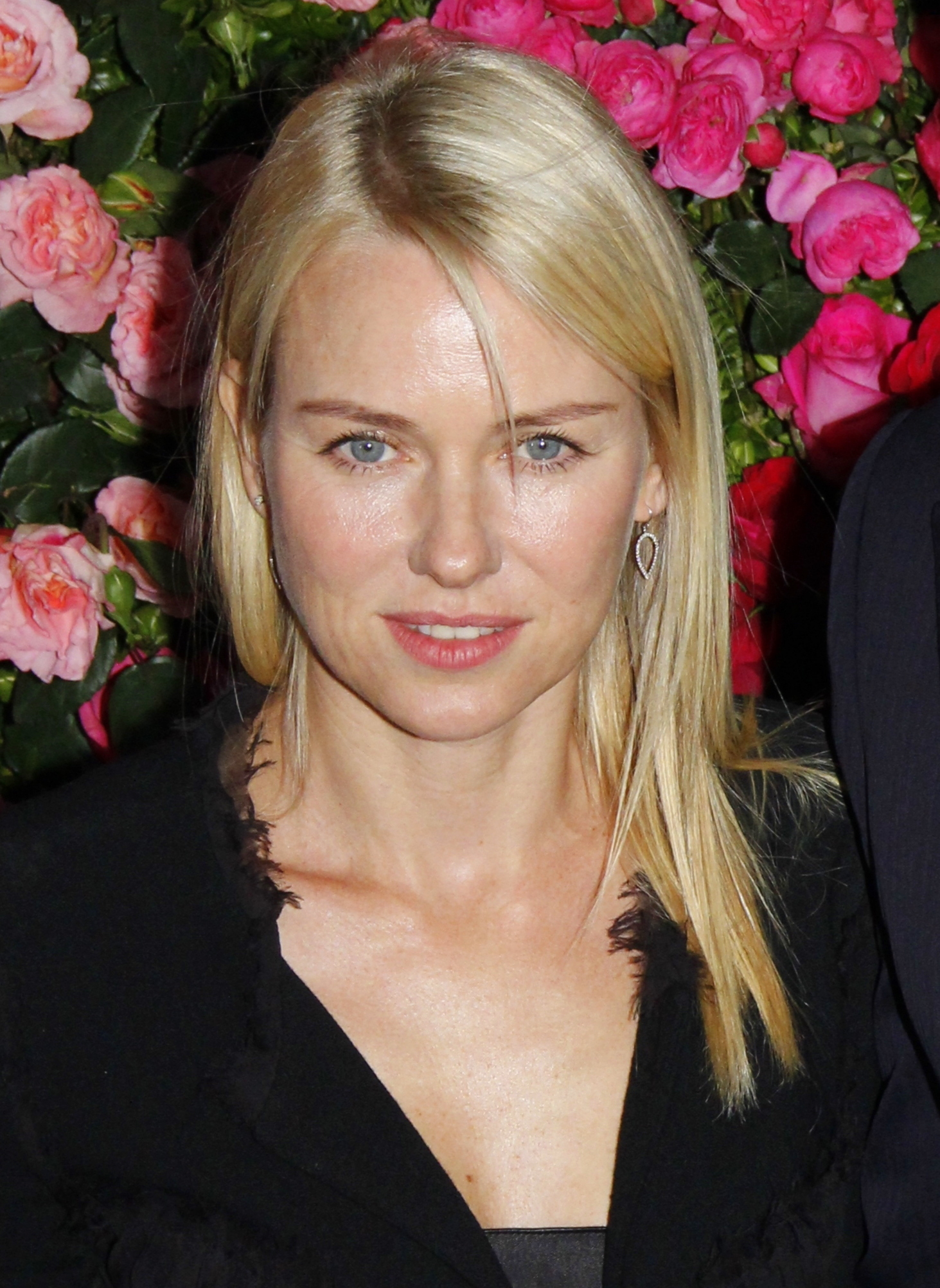
Watts na Tribeca Film Festival (Nowy Jork, 23 kwietnia 2012)

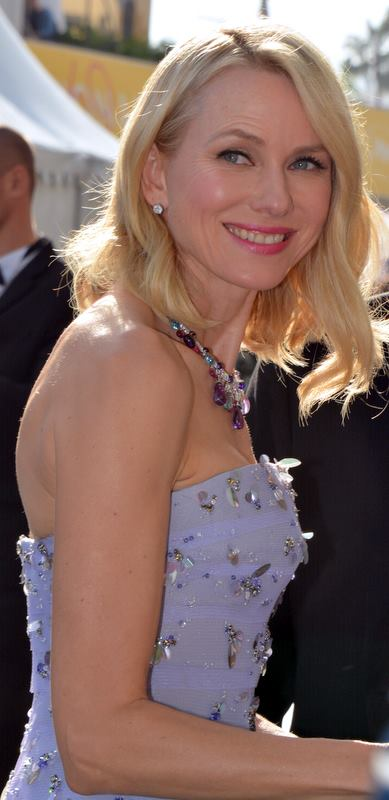
Naomi Watts (Cannes 2016)

Naomi Ellen Watts (ur. 28 września 1968 w Shoreham) – brytyjska aktorka i producentka filmowa.
Dwukrotnie nominowana do Oscara, za role pierwszoplanowe w filmach 21 gramów (2003) i Niemożliwe (2012).

## Młodość
Urodziła się w Shoreham w Anglii. Jest córką Myfanwy Edwards (z d. Roberts) i Petera Wattsa, dawniej inżyniera dźwięku dla Pink Floyd. Ma starszego brata, Bena. Jej rodzice rozstali się, gdy miała cztery lata. Po rozwodzie przeprowadziła się z matką i rodzeństwem do Australii. 
W dzieciństwie ograniczała kontakty z rówieśnikami i nie była otwarta na nowe znajomości. W sierpniu 1976 jej ojciec został znaleziony martwy we własnym mieszkaniu w londyńskiej dzielnicy Notting Hill. Prawdopodobnie przyczyną śmierci było przedawkowanie heroiny. Była jeszcze dzieckiem, bardzo przeżyła śmierć ojca. Niedługo po tym zdarzeniu rodzina przeniosła się na trzy lata do Llangefni w północnej Walii, gdzie mieszkali rodzice Myfanwy. W 1978 jej matka wyszła ponownie za mąż, a Watts uczęszczała do szkoły średniej Thomas Mills High School w Londynie. W 1982 rodzina, wraz z nowym partnerem Myfanwy, przeniosła się do Sydney w Australii, skąd pochodziła jej babcia.

## Kariera aktorska
Po obejrzeniu filmu Sława zapragnęła zostać aktorką. Zaczęła grać w reklamach, a pierwszy raz na dużym ekranie wystąpiła, wraz ze swoją przyjaciółką Nicole Kidman, w filmie Randka na przerwie. Na Watts nie zwrócono zbyt dużej uwagi, w filmie dominowała Kidman, która otrzymała jedną z głównych ról.
Dzięki Davidowi Lynchowi i jego Mulholland Drive nastąpił przełom w karierze Watts. Od tamtej pory zaczęła częściej dostawać role pierwszoplanowe. W 2002 roku zagrała dziennikarkę Rachel Keller w horrorze Gore’a Verbinskiego, The Ring. Rok później zgodziła się wystąpić w filmie 21 gramów bez uprzedniego przeczytania scenariusza. Za tę rolę po raz pierwszy została nominowana do Oscara, dla najlepszej aktorki pierwszoplanowej. Kolejną ważną rolą dla Watts okazał remake Petera Jacksona King Kong, od tej pory była bardziej rozpoznawana oraz zaczęła zdobywać więcej nominacji i nagród. W tym samym roku zagrała w drugiej części Ringu The Ring 2 ponownie wcielając się w Rachel Keller. W 2012 została po raz drugi nominowana do Oscara, dzięki roli Marii w filmie Niemożliwe. 
W 2002 znalazła się na liście pięćdziesięciu najpiękniejszych według magazynu People. Watts zaangażowała się we Wspólny Program Narodów Zjednoczonych Zwalczania HIV i AIDS.
Zasiadała w jury konkursu głównego na 75. MFF w Wenecji (2018).
Aktorka był brana pod uwagę do roli Narcyzy Malfoy w serii filmów Harry Potter.

## Życie prywatne
W latach 2002–2005 związana była z aktorem Heathem Ledgerem. Następnie związała się z aktorem Lievem Schreiberem, z którym ma dwóch synów, Alexandra Pete’a (ur. 25 lipca 2007) i Samuela Kaia (ur. 13 grudnia 2008).

## Filmografia
- 1986: For Love Alone jako dziewczyna Leo
- 1990: Hey Dad..! jako Belinda Lawrence
- 1991: Zatoka serc (Home and Away) jako Julie Gibson
- 1991: Randka na przerwie (Flirting) jako Janet Odgers
- 1991: Brides of Christ jako Frances Heffernan
- 1993: Rażące wykroczenie (Gross Misconduct) jako Jennifer Carter
- 1993: Opiekun (The Custodian) jako Louise
- 1993: Bezkresne Morze Sargassowe (Wide Sargasso Sea) jako Fanny Grey
- 1993: Przedstawienie (Matinee) jako Starlet
- 1995: Odlotowa dziewczyna (Tank Girl) jako Jet Girl
- 1996: Nieznane osoby (Persons Unknown) jako Molly
- 1996: Zegarek (Timepiece) jako Mary Chandler
- 1996: Trójkąt bermudzki (Bermuda Triangle) jako Amanda
- 1996: Dzieci kukurydzy IV: Zgromadzenie (Children of the Corn IV: The Gathering) jako Grace Rhodes
- 1997: Taniec u stóp latarni morskiej (Under the Lighthouse Dancing) jako Louise
- 1997–1998: Lunatycy (Sleepwalkers) jako Kate Russell
- 1998: Niebezpieczna piękność (Dangerous Beauty) jako Guila De Lezze
- 1998: Gwiazdkowy prezent (The Christmas Wish) jako Renee
- 1998: A House Divided jako Amanda
- 1998: Babe: Świnka w mieście (Babe: Pig in the City) (głos)
- 1999: Dziwna planeta (Strange Planet) jako Alice
- 1999: Polowanie na jednorożca (The Hunt for the Unicorn Killer) jako Holly Maddux
- 2000: Tajemnica Wyvern (The Wyvern Mystery) jako Alice Fairfield
- 2001: W dół (Down) jako Jennifer Evans
- 2001: Mulholland Drive (Mulholland Dr.) jako Diane Selwyn / Betty Elms
- 2002: Króliki (Rabbits) jako Suzie
- 2002: Zakopana Betty (Plots with a View) jako Meredith
- 2002: The Ring jako Rachel Keller
- 2002: Kim jesteś przybyszu? (The Outsider) jako Rebecca Yoder
- 2003: Rozwód po francusku (Le Divorce) jako Roxeanne de Persand
- 2003: Ned Kelly jako Julia Cook
- 2003: 21 gramów (21 Grams) jako Cristina Peck
- 2004: Jak być sobą (I Heart Huckabees) jako Dawn Campbell
- 2004: Zabić prezydenta (The Assassination of Richard Nixon) jako Marie Bicke
- 2004: Już tu nie mieszkamy (We Don't Live Here Anymore) jako Edith Evans
- 2005: Ring 2 (The Ring Two) jako Rachel Keller
- 2005: Ellie Parker jako Ellie Parker
- 2005: King Kong jako Ann Darrow
- 2005: Peter Jackson’s King Kong (gra komputerowa) jako Ann Darrow (głos)
- 2005: Zostań (Stay) jako Lila Culpepper
- 2006: Inland Empire jako Suzie Rabbit (głos)
- 2006: Malowany welon (The Painted Veil) jako Kitty
- 2007: Wschodnie obietnice (Eastern Promises) jako Anna Khitrova
- 2007: Funny Games U.S. jako Anna
- 2009: The International jako Eleanor Whitman
- 2009: Matka i dziecko (Mother and Child) jako Elizabeth Joyce
- 2010: Uczciwa gra jako Valerie Plame
- 2010: Poznasz przystojnego bruneta (You Will Meet a Tall Dark Stranger) jako Sally Channing
- 2011: Dom snów (Dream House) jako Ann Patterson
- 2011: J. Edgar jako Helen Gandy
- 2012: Niemożliwe (Lo imposible) jako Maria Bennett
- 2013: Movie 43 (część Homeschooled) jako Samantha
- 2013: Idealne matki (Adore) jako Lil
- 2013: Sunlight Jr. jako Melissa
- 2013: Diana jako księżna Diana
- 2013: The Last Impresario (film dokumentalny) jako ona sama
- 2014: BoJack Horseman jako ona sama (głos)
- 2014: Birdman jako Lesley
- 2014: Mów mi Vincent (St. Vincent) jako Daka
- 2014: Ta nasza młodość (While We're Young) jako Cornelia
- 2015: Zbuntowana (Insurgent) jako Evelyn
- 2015: Morze drzew (The Sea of Trees) jako Joan Brennan
- 2015: Destrukcja (Demolition) jako Karen Moreno
- 2015: Trzy pokolenia (3 Generations) jako Maggie
- 2016: Osaczona (Shut In) jako Mary Portman
- 2016: Wierna (Allegiant) jako Evelyn
- 2016: Droga mistrza (Chuck) jako Linda
- 2017: Powieść Henry’ego (The Book of Henry) jako Susan Carpenter
- 2017: Szklany zamek (The Glass Castle) jako Rose Mary Walls
- 2017: Twin Peaks jako Janey-E Jones
- 2017: Gypsy jako Jean Holloway
- 2018: Ophelia jako Gertrude/Mechtild
- 2018: Vice jako prezenterka (nieuwzgl. w napisach)
- 2019: Luce jako Amy Edgar
- 2019: Godzina wilka (The Wolf Hour) jako June Leigh
- 2019: Na cały głos (The Loudest Voice) jako Gretchen Carlson
- 2020: Penguin Bloom: Niesamowita historia Sam Bloom (Penguin Bloom) jako Sam Bloom
- 2021: Poziom mistrza (Boss Level) jako Jemma Wells
- 2021: Decydująca godzina (Lakewood) jako Amy
- 2022: Infinite Storm jako Pam Bales
- 2022: Dobranoc, mamusiu (Goodnight Mommy) jako Matka
- 2024: The Friend jako Iris
- 2024: Emmanuelle jako Margot Parson

## Nagrody
- 2001: Mulholland Drive – Saturn, Nagroda dla najlepszej aktorki (nominacja)
- 2002: Ring – Saturn, Nagroda dla najlepszej aktorki
- 2003: Rozwód po francusku – MFF w Wenecji, Nagroda Wella („Wella Prize”)
- 2003: 21 gramów – MFF w Wenecji, Nagroda Publiczności dla najlepszej aktorki, Nagroda Wella („Wella Prize”)
- 2003: 21 gramów – Nagroda Akademii Filmowej, Oscar dla najlepszej aktorki pierwszoplanowej (nominacja)
- 2003: 21 gramów – BAFTA, Nagroda dla najlepszej aktorki pierwszoplanowej (nominacja)
- 2004: Nagroda Australijskiego Instytutu Filmowego za osiągnięcia życia
- 2005: King Kong – Saturn, Nagroda dla najlepszej aktorki
- 2007: Wschodnie obietnice – Saturn, Nagroda dla najlepszej aktorki (nominacja)
- 2012: Niemożliwe – Złoty Glob, Nagroda dla najlepszej aktorki w filmie dramatycznym (nominacja)
- 2012: Niemożliwe – Nagroda Akademii Filmowej, Oscar dla najlepszej aktorki pierwszoplanowej (nominacja)